# Litovski evrokovanci
Litovski evrokovanci imajo vsi na hrbtni strani upodobljen enak motiv. Razlike so le v podobi zunanjega roba kovancev; kovanca za 1 in 2 evra imata na zunanjem kolobarju upodobljene navpične črte, kovanci za 10, 20 in 50 stotinov vodoravne črte, kovanci za 1, 2 in 5 stotinov pa so brez njih. Na vseh kovancih je upodobljen vitez iz litovskega grba Gonja (litovsko Vytis) ter napis Lietuva, ki v litovščini pomeni Litva. Kovance je oblikoval kipar Antanas Žukauskas. 
Litva je uvedla evro 1. januarja 2015. Prejšnja litovska valuta se je imenovala litas.

## Podoba litovskih evrokovancev
| Litovski evrokovanci – zadnja stran | Litovski evrokovanci – zadnja stran | Litovski evrokovanci – zadnja stran                                                                 |
| 0,01 €                              | 0,02 €                              | 0,05 €                                                                                              |
| ----------------------------------- | ----------------------------------- | --------------------------------------------------------------------------------------------------- |
|                                     |                                     | |
| Vitez Vytis iz grba Litve           |                                     | |
| 0,1 €                               | 0,2 €                               | 0,5 €                                                                                               |
|                                     |                                     | |
| Vitez Vytis iz grba Litve           |                                     | |
| 1 €                                 | 2 €                                 | Rob kovanca za 2 €                                                                                  |
|                                     |                                     | Besede LAISVĖ VIENYBĖ GEROVĖ (Svoboda, enotnost, blaginja v litovščini) prekinjene s tremi zvezdami |
| Vitez Vytis iz grba Litve           |                                     | |
|                                     |                                     | |